# El Tárano
El Tárano (El Táranu en asturiano y oficialmente) es una aldea de la parroquia de Priero en el concejo asturiano de Salas, en España que alberga a 10 habitantes en 6 casas.
Se ha sugerido que el nombre puede provenir del dios céltico Taranis (TARANUS en latín). y que en su ubicación pudiera haber existido un castro.
Tradicionalmente, al igual que la mayoría de la parroquia de Priero y de los pueblos del concejo de Salas, se dedicó a las pequeñas explotaciones ganaderas vinculadas al sector lácteo. Sin embargo, en la actualidad el 50% de sus habitantes cuenta más de 65 años. Sus casas mantienen la estructura típica en la zona: casa compuesta de cuadra para ganado en la planta baja y vivienda en la primera planta y panera u hórreo anexos, además de un pequeño huerto donde su cultivan productos para el consumo propio. No obstante, algunas de sus casas han sido rehabilitadas en los últimos años y otras han sido habilitadas como segunda residencia. El Tárano cuenta con vistas a Priero, al monte de El Viso y a la zona de Mallecina (La Retuerta).